# Acrocercops chionosema
Acrocercops chionosema är en fjärilsart som beskrevs av Turner 1940. Acrocercops chionosema ingår i släktet Acrocercops och familjen styltmalar. Inga underarter finns listade i Catalogue of Life.